# Michael Sowa
Michael Sowa (* 1. Juli 1945 in Berlin) ist ein deutscher Maler und Zeichner.

## Leben und Werk
Michael Sowa lebt seit seiner Geburt in Berlin. Nach Abschluss eines Kunstpädagogikstudiums ist er seit 1975 als freier Maler und Zeichner tätig. Unter anderem veröffentlichte er im Satiremagazin Titanic, illustrierte zahlreiche Zeitschriften, Bücher und Buchcover. Viele seiner Werke hat er gemeinsam mit Axel Hacke publiziert. Bekannt ist sein Pseudonym Heinz Obein.
Einem breiteren Publikum wurde der Künstler auch durch den Erfolg des Films Die fabelhafte Welt der Amélie bekannt, in dem einige seiner Werke gezeigt wurden. Vielen Zuschauern blieben die ungewöhnlichen Gemälde wie Filmhund und Geflügel mit Perlen in Erinnerung, die er eigens für diesen Film schuf.

## Preise und Auszeichnungen
Im Jahre 1995 wurde Sowa mit dem Olaf-Gulbransson-Preis ausgezeichnet. 2004 erhielt er für das Buch Prinz Tamino den Berliner Buchpreis in der Kategorie Kinderbuch. 2013 erhielt er den Göttinger Elch als Würdigung seines satirischen Lebenswerkes, 2015 den Sondermann-Preis und 2020 den e.o.plauen Preis.

## Ausstellungen
2009 wurden 130 seiner Werke in einer Ausstellung in Japan gezeigt (Tokio, Kyōto und Yokohama).

## Kritiken
Stinkheim am Arschberg (2012)

„Michael Sowa weiß, was Kinder lieben: einen abgefahrenen Plot mit Happy End und deftigen Humoreinlagen. All das liefert der Autor und Künstler ihnen jetzt im Kinderbuch Stinkheim am Arschberg. Hoffen wir, dass das außen und innen schön gestaltete Büchlein trotz des für zarte Gemüter sich provozierenden Titels seinen Weg in die Kinderzimmer findet. […] Und während der große Mensch beim Vorlesen unablässig grinsen muss, schwelgt der kleine Betrachter in den typisch Sowa´schen skurrilen Details seiner akkuraten, an den realistischen Stil alter Meister erinnernden Malweise.“

## Bibliografie (Auswahl)
Einzelwerke
- Bilder aus zwei Jahrhunderten. Haffmans, 1992 und Kein & Aber, 2004.
- Michael Sowa – Olaf Gulbransson Preis 1995. edition inkognito, 1995.
- Arche Sowa. Haffmans, 1997.
- Das Huhn und die Tänzerin – Dreißig phantastische Stücke. rororo Rotfuchs, 1997.
- Prinz Tamino – Märchen und Papiertheater nach Mozarts Zauberflöte. Aufbau, 2000.
- zus. mit Gerhard Polt: Halleluja – Die Bethlehem Saga. Kein & Aber, 2004.
- Michael Sowas Welt. Kodansha, 2005.
- Bilder. Kein & Aber, 2006.
- Michael Sowas Werk. Kodansha, 2009.
- Stinkheim am Arschberg. Verlag Antje Kunstmann, München 2012, ISBN 978-3-88897-795-4.
- Meister der komischen Kunst. Michael Sowa. Verlag Antje Kunstmann, München 2013, ISBN 978-3-88897-878-4.

Illustrationen
- Pedro Zimmermann: Das Hausbuch der fabelhaften Fabeln. Haffmans, 1989.
- Axel Hacke: Der kleine König Dezember. Verlag Antje Kunstmann, München 2000, ISBN 978-3-88897-223-2.
- Johannes Friedmann: Verbotene Richtungen oder die türkisfarbene Minx. Spectrum, 1994.
- Axel Hacke: Hackes Tierleben. Verlag Antje Kunstmann, München 2000, ISBN 978-3-88897-237-9.
- Irene Dische, Hans Magnus Enzensberger: Esterhazy – Eine Hasengeschichte. Sauerländer, 1993.
- Eva Heller: Das unerwartete Geschenk vom Weihnachtsmann und von Frau Glück und Herrn Liebe. Lappan, 1996.
- Gerhard Polt: Rafael Schmitz der Pommfritz. Kein & Aber, 1999.
- Axel Hacke: Ein Bär namens Sonntag. Verlag Antje Kunstmann, München 2006, ISBN 978-3-88897-432-8.
- Elke Heidenreich: Erika oder Der Verborgene Sinn des Lebens. Sanssouci Verlag, 2002.
- Axel Hacke: Der weiße Neger Wumbaba. Verlag Antje Kunstmann, München 2004, ISBN 978-3-88897-367-3.
- Der weiße Neger Wumbaba kehrt zurück. Verlag Antje Kunstmann, München 2007, ISBN 978-3-88897-467-0.
- Wumbabas Vermächtnis. Verlag Antje Kunstmann, München 2009, ISBN 978-3-88897-555-4.
- Joachim Ringelnatz: Geheimes Kinder-Spiel-Buch. Aufbau, 2005.
- Roger Willemsen: Ein Schuss, ein Schrei – das Meiste von Karl May. Kein & Aber, 2005.
- Axel Hacke: Pralinék. Verlag Antje Kunstmann, München 2005, ISBN 978-3-88897-406-9.
- Elke Heidenreich: Nurejews Hund. Sanssouci Verlag, 2004.
- Eugen Egner: Als der Weihnachtsmann eine Frau war. Zweitausendeins, 2005.
- Linda Quilt: Schauderhafte Wunderkinder. Hanser, 2006.
- Felicitas Hoppe: Iwein Löwenritter. Fischer, 2008.
- Hans Zippert: Die Tellerwächter oder Wer das Wetter wirklich macht. Sanssouci Verlag, 2008.
- Eva Demski: Gartengeschichten. Suhrkamp, 2009.
- Axel Hacke: Die Tage, die ich mit Gott verbrachte. Verlag Antje Kunstmann, München 2016, ISBN 978-3-95614-118-8.
- Axel Hacke: Der Kleine Erziehungsberater. Das erfolgreichste Erziehungsbuch aller Zeiten. Verlag Antje Kunstmann, München 2006, ISBN 978-3-88897-448-9.
- Axel Hacke: Alle Jahre schon wieder. Ein Weihnachtsbuch. Verlag Antje Kunstmann, München 2009, ISBN 978-3-88897-583-7.
- Axel Hacke: Nächte mit Bosch. 18 unwahrscheinlich wahre Geschichten. Verlag Antje Kunstmann, München 2011, ISBN 978-3-88897-703-9.
- Axel Hacke: Wortstoffhof. Sprachgeschichten von ÄH bis Zeitfenster. Verlag Antje Kunstmann, München 2008, ISBN 978-3-88897-508-0.
- Daniel Glattauer: Der Karpfenstreit : die schönsten Weihnachtskrisen. Deuticke, Wien 2014, ISBN 978-3-552-06265-8.
- Elke Heidenreich: Frau Dr. Moormann & ich. dtv, München 2025, ISBN 978-3-423-62814-3.

Umschlagbilder/Buchcover
- Karl May: Historisch-Kritische Ausgabe für die Karl-May-Gedächtnis-Stiftung. Haffmans, 1989.
- Der Rabe 27 – Magazin für jede Art von Literatur, Haffmans, 1989.
- Max Goldt: Quitten für die Menschen zwischen Emden und Zittau. Haffmans, 1993.
- Max Goldt: Die Kugeln in unseren Köpfen. Haffmans.
- Max Goldt: Die Radiotrinkerin. Diana.
- Joseph Conrad: Werke (Zürcher Ausgabe). Haffmans, 1993 ff.
- Jakob Arjouni: Magic Hoffmann. Diogenes, 1994.
- Heinrich v. Berenberg; Antje Kunstmann (Hrsg.): Längst fällig. 37 notwendige Verbote. Kunstmann, 1996.
- Joseph von Westphalen: Lametta Lasziv. Ein kleiner festlicher Roman. Haffmans. 1996.
- Die blaurote Luftmatraze. Ullstein, 1997.
- Walter Wolter: Gefallene Männer. Haffmans, 1997.
- Axel Hacke: Das Beste aus meinem Leben. Kunstmann, 2003.
- Guus Kuijer: Das Buch von allen Dingen. Oetinger, 2006.
- Felicitas Hoppe: Iwein Löwenritter. Fischer, 2008.
- Johannes Hucke: Dragoner wider das Morgenlicht. Lindemanns, Bretten 2023, ISBN 978-3-96308-228-3.

Kunstdrucke & Karten
- 23 Kunstdrucke. Edition Inkognito.
- 267 Karten. Edition Inkognito.

Filme
- Die fabelhafte Welt der Amélie:
  - skurrile Ausstattungsdetails in Amélies Schlafzimmer, wie die „Schweinelampe“ (die Figur eines aufrecht stehenden Schweins im Morgenmantel als Fuß einer Nachttischlampe trägt) und die Gemälde „Filmhund“ (ein Hund mit einer Halskrause) sowie „Geflügel mit Perlen“ (ein weißer Vogel, der eine Perlenkette um den Hals trägt) über dem Bett,[2] außerdem ist das Motiv „Mädchen mit Bär“ aus dem Buch „Hackes Tierleben“ kurz im Film zu sehen
  - Amélies imaginärer Kindheits-Freund (ein Krokodil)
  - Gemälde „Herbert“ (eine Frau mit schwarzem Hund im Arm) im Wohnzimmer – als Postkarte verbreitet
- Wallace & Gromit – Auf der Jagd nach dem Riesenkaninchen:
  - Ausstattung, Entwurf der von „ländlich-britischer Behaglichkeit“ geprägten Dekors[3]

Sonstiges
- Titanic – Das Satiremagazin: u. a. Cover 1/88 und 11/88, 2/94 und viele Illustrationen
- Die Zeit: Cover des ZEIT Magazins 34/93 und diverse Illustrationen
- The New Yorker: Cover des Magazins vom 2. Dezember 2002